# Monika Kurath
Monika Kurath (8 de diciembre de 1973) es una deportista suiza que compitió en judo. Ganó una medalla de bronce en el Campeonato Mundial de Judo de 1997, en la categoría de –48 kg.

## Palmarés internacional
| Campeonato Mundial | Campeonato Mundial | Campeonato Mundial | Campeonato Mundial |
| Año                | Lugar              | Medalla            | Categoría          |
| ------------------ | ------------------ | ------------------ | ------------------ |
| 1997               | París (Francia)    | Medalla de bronce  | –48 kg             |